# Глођане (Дечани)
Глођане (алб. Gllogjan) је насељено место у општини Дечани, на Косову и Метохији. Према попису становништва из 2011. у насељу је живело 984 становника.

## Становништво
Према попису из 2011. године, Глођане има следећи етнички састав становништва:
| Националност | 2011.        |
| Албанци      | 965 (98,07%) |
| Египћани     | 17 (1,73%)   |
| недоступно   | 2 (0,20%)    |
| Укупно       | 984          |

| Демографија | Демографија | Демографија |
| Година      | Становника  | Становника  |
| ----------- | ----------- | ----------- |
| 1948.       | 504         |             |
| 1953.       | 493         |             |
| 1961.       | 602         |             |
| 1971.       | 753         |             |
| 1981.       | 948         |             |
| 1991.       | 1.089       |             |
| 2011.       | 984         |             |

## Познате личности
- Рамуш Харадинај, политичар